# Ibach (Schwarzwald)
Ibach (Schwarzwald) este o comună din landul Baden-Württemberg, Germania.

## Istorie
Ibach a fost menționat pentru prima dată în 1240 ca proprietate a Abației Sfântului Blasiu. Va rămâne în mâinile abației până în 1805 când, drept consecință a tratatului de la Pressburg, va fi dat Marelui Ducat de Baden.